# Лапа орла
Совместная операция «Лапа Орла» и «Лапа Тигра» (тур.: Pençe-Kartal Operasyonu и Pençe-Kaplan Operasyonu) была внешней операцией вооруженных сил Турции в Иракском Курдистане. Операция проводилась в горах Кандиль, районах Синджар и Махмур, против целей Рабочей партии Курдистана (РПК) в рамках продолжающихся курдско-турецких и курдско-иранских конфликтов.  Воздушная кампания «Лапа Орла» началась 15 июня 2020 года. Наземная кампания «Лапа Тигра» была начата 17 июня.

## Предыстория
В рамках мирных переговоров 2013–2015 годов Рабочая партия Курдистана согласилась перебросить большинство своих боевиков в горы в Иракском Курдистане. Турецкие вооруженные силы также создали базы в Ираке, что вызвало осуждение на региональном и международном уровнях. Конфликт, сопровождаемый продолжающимся участием Турции в гражданской войне в Сирии и преследованием курдских партий в Турции, вновь разгорелся в июне 2015 года.

## Операция «Лапа орла»
Турецкие вооруженные силы бомбили Синджар и разрушили несколько лагерей РПК возле деревень Езеди. По словам местных жителей, турецкое государство опасалось этнической чистки и геноцида в отношении езидов.
Правительство Турции заявило, что истребители разрушили пещеры в горах Кандиль, используемые РПК. Авиаудары также были нанесены возле лагеря беженцев Махмур, в котором находятся тысячи турецких курдских беженцев, бежавших от конфликта в 1990-х годах, а также по деревням езидов в Синджаре.  Министерство национальной обороны Турции опубликовало видеозапись авиаудара, заявив, что была уничтожена 81 цель. 25 июня в результате удара беспилотника были убиты один или два боевика РПК у магазина в Куна-Маси к северу от Сулеймании и ранены шесть ближайших гражданских лиц на рынке (двое мужчин, две женщины и двое детей).  Четверо раненых находятся в больнице Калачвана в тяжелом состоянии.

## Операция «Лапа Тигра»
17 июня сухопутные войска Турции начали наземную операцию в районе Хафтанин Иракского Курдистана. Подразделения Хаккари Маунтин и бригады коммандос и 1-й бригады коммандос были переброшены по воздуху через иракско-турецкую границу.

## Сотрудничество с Ираном
16 июня иранские военные обстреляли район Чоман в горах Кандиль, атака, которая, как полагают, была скоординирована с одновременными ударами турецкой авиации. Сообщается, что это сотрудничество материализует известные альянсы между Турцией и Ираном.

## Внутренняя реакция

### Ирак
Парламент Курдистана раскритиковал нападения, в то время как Ирак потребовал, чтобы Турция прекратила нарушать воздушное пространство Ирака и терроризировать население в этом районе.
В августе 2020 года Ирак отменил встречу на уровне министров и вызвал посла Турции, поскольку Ирак обвинил Турцию в ударе беспилотника, в результате которого погибли два высокопоставленных иракских офицера. Официальные лица назвали это «вопиющей атакой турецких беспилотников» в автономном курдском регионе на севере Ирака.

## Международная реакция

### Страны-члены ООН
В июне 2020 года Комиссия США по международной религиозной свободе обвинила Турцию в том, что она угрожает семьям езидов, которые пытались вернуться в свои дома в Синджаре. Турция отвергла претензии.

### Международные организации
Лига арабских государств осудила операцию, основанную на нарушении суверенного пространства Ирака. Турция раскритиковала заявление по поводу претензий самой PПК, затрагивающей суверенитет Ирака.

### Протесты
Протесты с осуждением авиаудара прошли в провинции Духок, а также в нескольких странах Европы. В Лондоне курдский демонстрант заставил остановить машину, в которой ехал Борис Джонсон, чтобы привлечь внимание к ситуации курдов в Иракском Курдистане.